# Kandi Burruss

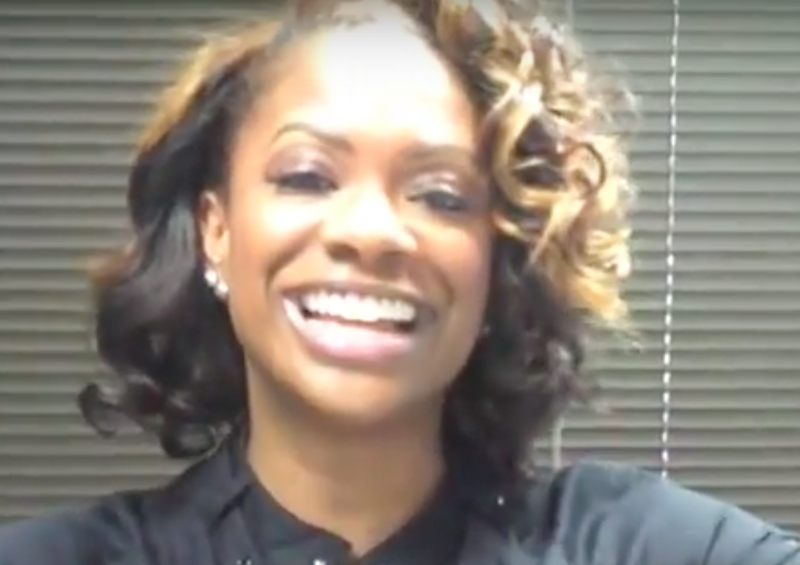
Kandi Burruss (2011)

Kandi Lenice Burruss-Tucker (* 17. Mai 1976 in East Point, Georgia) ist eine US-amerikanische Produzentin,  Sängerin und Schauspielerin. Sie wurde erstmals 1992 als Mitglied der Girlgroup Xscape bekannt. Im Jahr 2000 gewann sie einen Grammy Award für den besten R&B-Song für ihre Beiträge zu dem Hit No Scrubs von TLC.

## Karriere
Burruss spielt die Hauptrolle in der Bravo-Reality-Fernsehserie The Real Housewives of Atlanta seit ihrer Premiere in der zweiten Staffel am 30. Juli 2009. Seit 2022 hat Burruss in fünf Real-Housewives-Spinoffs und Begleitserien mitgewirkt, beginnend mit The Kandi Factory (2012) und mit Kandi’s Wedding (2014), Kandi’s Ski Trip (2015) und Xscape: Still Kickin’ It (2017), die alle von Bravo ausgestrahlt wurden. Burruss trat auch als Gast in Kim Zolciak-Biermanns Hochzeitsspecial Don’t Be Tardy for the Wedding (2012) auf. Burruss' sechster Auftritt in einer Bravo-Begleitserie und die fünfte Serie insgesamt, in der Burruss im Mittelpunkt steht, heißt Kandi and the Gang und wurde am 6. März 2022 erstmals ausgestrahlt.
Außerdem spielte sie eine wiederkehrende Rolle als Roselyn Perry in der dritten Staffel der Showtime-Dramaserie The Chi. Burruss gewann die dritte Staffel der Fox-Wettbewerbsserie The Masked Singer und wurde Fünfte in der zweiten Staffel von Celebrity Big Brother auf CBS.

## Diskografie

### Autorenbeteiligungen
- 1999: Destiny’s Child – Bills, Bills, Bills
- 1999: TLC – No Scrubs